# Nati il 23 febbraio

## XII secolo(1)
- 1133 - Al-Zafir, imam († 1154)

## XIV secolo(1)
- 1373 - Niccolò Albergati, cardinale e vescovo cattolico italiano († 1443)

## XV secolo(7)
- 1410 - Lorenzo Bonincontri, astrologo, umanista e storico italiano († 1491)
- 1416 - Margherita di Kleve, principessa († 1444)
- 1417 - Ludovico IX di Baviera-Landshut, nobile tedesco († 1479)
- 1417 - Papa Paolo II, papa, vescovo cattolico e cardinale italiano († 1471)
- 1439 - Gaspare de' Trimbocchi, umanista italiano
- 1443 - Mattia Corvino, sovrano ungherese († 1490)
- 1489 - Vittore Trincavelli, medico, filosofo e grecista italiano († 1563)

## XVI secolo(6)
- 1526 - Niccolò Caetani di Sermoneta, cardinale e arcivescovo cattolico italiano († 1585)
- 1526 - Gonçalo da Silveira, gesuita portoghese († 1561)
- 1530 - Onofrio Panvinio, storico italiano († 1568)
- 1539 - Salima Sultan Begum, principessa e poetessa indiana († 1613)
- 1540 - Edvige di Brandeburgo, nobile tedesco († 1602)
- 1592 - Balthasar Gerbier, miniaturista, diplomatico e architetto olandese († 1663)

## XVII secolo(17)
- 1601 - Antoine Le Quieu, religioso francese († 1676)
- 1606 - Giorgio Federico di Nassau-Siegen, nobile e militare tedesco († 1674)
- 1607 - Henry Arundell, III barone Arundell di Wardour, nobile e politico inglese († 1694)
- 1621 - Giacinto Brandi, pittore italiano († 1691)
- 1633 - Jacopo Antonio Morigia, cardinale e arcivescovo cattolico italiano († 1708)
- 1633 - Charles Patin, medico, chirurgo e numismatico francese († 1693)
- 1633 - Samuel Pepys, politico e scrittore inglese († 1703)
- 1646 - Tokugawa Tsunayoshi, militare giapponese († 1709)
- 1648 - Arabella Churchill, inglese († 1730)
- 1649 - John Blow, organista e compositore inglese († 1708)
- 1670 - Mattheus Terwesten, pittore e disegnatore olandese († 1757)
- 1680 - Jean-Baptiste Le Moyne de Bienville, funzionario, esploratore e navigatore francese († 1767)
- 1682 - Cristiano di Sassonia-Weissenfels, duca († 1736)
- 1685 - Georg Friedrich Händel, compositore tedesco († 1759)
- 1686 - Antonio Consetti, pittore italiano († 1766)
- 1689 - Samuel Bellamy, pirata britannico († 1717)
- 1689 - Leonardo Antonio Olivieri, pittore italiano († 1752)

## XVIII secolo(42)
- 1701 - Giuseppe Mattia Borgnis, pittore italiano († 1761)
- 1708 - Carlo Ludovico Federico di Meclemburgo-Strelitz, nobile tedesco († 1752)
- 1708 - Maria Diomira del Verbo Incarnato, religiosa italiana († 1768)
- 1726 - Prokop Adalbert Czernin von und zu Chudenitz, nobile boemo († 1777)
- 1729 - Tommaso Verani, archivista italiano († 1803)
- 1730 - Christian Joseph Lidarti, musicista austriaco († 1795)
- 1730 - Giulio Giuseppe Mozzi, matematico, politico e poeta italiano († 1813)
- 1732 - Christiana Nickson, nobildonna irlandese († 1788)
- 1738 - Stefano Bonsignori, vescovo cattolico e teologo italiano († 1826)
- 1739 - Peter Adolf Hall, pittore svedese († 1793)
- 1740 - Jacopo Alessandro Calvi, pittore italiano († 1815)
- 1743 - Carlo Verri, prefetto e politico italiano († 1823)
- 1744 - Mayer Amschel Rothschild, banchiere e imprenditore tedesco († 1812)
- 1744 - Jan van Os, pittore olandese († 1808)
- 1747 - Otto Henrik Nordenskiöld, ammiraglio svedese († 1832)
- 1749 - Gertrud Elisabeth Mara, soprano tedesco († 1833)
- 1750 - Caterina di Schleswig-Holstein-Sonderburg-Beck, nobildonna tedesca († 1811)
- 1751 - Henry Dearborn, politico, medico e statistico statunitense († 1829)
- 1754 - David August von Apell, compositore tedesco († 1832)
- 1756 - Lorenzo Litta, cardinale italiano († 1820)
- 1760 - Luisa Palma Mansi, scrittrice italiana († 1824)
- 1762 - Claude Juste Alexandre Legrand, generale francese († 1815)
- 1763 - Giuseppe Fancelli, pittore italiano († 1840)
- 1769 - Paolina di Anhalt-Bernburg, principessa († 1820)
- 1770 - Antonio Pallotta, cardinale italiano († 1834)
- 1776 - Aleksej Grigor'evič Ščerbatov, nobile e ufficiale russo († 1848)
- 1778 - Pier Damiano Armandi, generale italiano († 1855)
- 1778 - Alexandrine de Bleschamp, nobile francese († 1855)
- 1779 - Johann Kaspar Aiblinger, compositore e direttore d'orchestra tedesco († 1867)
- 1779 - Pieter-Frans De Noter, pittore belga († 1842)
- 1779 - Ottavio di Hannover, principe inglese († 1783)
- 1784 - Richard Church, generale irlandese († 1873)
- 1784 - Alfonso Testa, filosofo e politico italiano († 1860)
- 1787 - Marguerite-Joséphine Weimer, attrice teatrale francese († 1867)
- 1787 - Emma Willard, attivista e educatrice statunitense († 1870)
- 1790 - George Samuel Perrottet, botanico svizzero († 1870)
- 1791 - Pier Alessandro Garda, collezionista d'arte, politico e filantropo italiano († 1880)
- 1792 - José Joaquín de Herrera, politico messicano († 1854)
- 1795 - Giuliano Frullani, matematico e ingegnere italiano († 1834)
- 1799 - Giovacchino Benini, scrittore e avvocato italiano († 1866)
- 1800 - William Jardine, naturalista scozzese († 1874)
- 1800 - Adelaide di Anhalt-Bernburg-Schaumburg-Hoym, nobile († 1820)

## XIX secolo(159)
- 1801 - Filippo Luigi Polidori, scrittore italiano († 1865)
- 1802 - Luigi Cibrario, storico, numismatico e magistrato italiano († 1870)
- 1803 - Alessandrina di Prussia, principessa († 1892)
- 1806 - Manfredo Fanti, generale e politico italiano († 1865)
- 1808 - George Budd, medico britannico († 1882)
- 1808 - William George Howard, VIII conte di Carlisle, pastore protestante inglese († 1889)
- 1808 - Vincenzo Luccardi, scultore italiano († 1876)
- 1811 - Jozef Pozdech, patriota e inventore slovacco († 1878)
- 1813 - Franz Delitzsch, insegnante, teologo e ebraista tedesco († 1890)
- 1813 - Camillo Trombetta, magistrato e politico italiano († 1881)
- 1814 - Marcantonio V Borghese, nobile romano († 1886)
- 1814 - Saverio Gerbino, vescovo cattolico italiano († 1898)
- 1815 - Franz Antoine, botanico austriaco († 1886)
- 1816 - Pietro Maestri, medico, statistico e patriota italiano († 1871)
- 1817 - George Frederic Watts, pittore e scultore inglese († 1904)
- 1818 - Antonio Fontanesi, pittore e incisore italiano († 1882)
- 1819 - Pasquale Massacra, pittore italiano († 1849)
- 1820 - Amilcare Anguissola, nobile, militare e politico italiano († 1901)
- 1820 - Jakob Stämpfli, politico svizzero († 1879)
- 1821 - Amos Tappan Akerman, politico statunitense († 1880)
- 1821 - Agostino Bausa, cardinale e arcivescovo cattolico italiano († 1899)
- 1821 - Girolamo Scutellari, politico italiano († 1895)
- 1822 - Román Baldorioty de Castro, politico portoricano († 1889)
- 1822 - Giovanni Battista de Rossi, archeologo e epigrafista italiano († 1894)
- 1822 - Passmore Williamson, mercante e avvocato statunitense († 1895)
- 1823 - John Braxton Hicks, medico inglese († 1897)
- 1824 - Ulrika Victoria Åberg, pittrice finlandese († 1892)
- 1826 - Alexander von Metz, generale austriaco († 1889)
- 1827 - Raffaele Monaco La Valletta, cardinale e arcivescovo cattolico italiano († 1896)
- 1829 - Eugène Allard, pittore francese († 1864)
- 1830 - Giuseppe Dezza, generale, politico e patriota italiano († 1898)
- 1830 - Clovis Dupont, operaio e attivista francese († 1908)
- 1831 - Hendrik Willem Mesdag, pittore olandese († 1915)
- 1833 - Zacharie Astruc, scultore e pittore francese († 1907)
- 1834 - Domenico Augimeri, pittore italiano († 1911)
- 1834 - Giovanni Marangoni, patriota italiano († 1869)
- 1834 - Gustav Nachtigal, esploratore tedesco († 1885)
- 1834 - Ernesto Nicolini, tenore francese († 1898)
- 1834 - Emanuele Notarbartolo, banchiere e politico italiano († 1893)
- 1835 - Michele Cammarano, pittore italiano († 1920)
- 1835 - Bernardo Celentano, pittore italiano († 1863)
- 1838 - Luigi Durand de la Penne, generale e politico italiano († 1921)
- 1840 - Vsevolod Krestovskij, scrittore russo († 1895)
- 1840 - Giovanni Scanzi, scultore italiano († 1915)
- 1842 - Eduard von Hartmann, filosofo tedesco († 1906)
- 1842 - Carl Liebermann, chimico tedesco († 1914)
- 1845 - Alfonso del Brasile, principe brasiliano († 1847)
- 1846 - Luigi Denza, compositore italiano († 1922)
- 1847 - Sofia Carlotta di Baviera, duchessa († 1897)
- 1848 - George Montgomerie, XV conte di Eglinton, nobile scozzese († 1919)
- 1850 - Julian Ochorowicz, filosofo, psicologo e scrittore polacco († 1917)
- 1850 - César Ritz, imprenditore svizzero († 1918)
- 1851 - Frederick Warde, attore teatrale e attore cinematografico britannico († 1935)
- 1852 - Dục Đức, imperatore vietnamita († 1883)
- 1853 - Antonio Rivas Mercado, architetto messicano († 1927)
- 1855 - Maurice Bloomfield, indologo e glottologo statunitense († 1928)
- 1855 - Arthur Humble Evans, ornitologo e botanico britannico († 1943)
- 1856 - Placide Astier, politico e scienziato francese († 1918)
- 1856 - Friederich von Kleudgen, pittore tedesco († 1924)
- 1858 - Charles Henry Fromuth, pittore statunitense († 1937)
- 1858 - Angelo Pavia, avvocato e politico italiano († 1933)
- 1859 - Francesco Fazi, politico italiano († 1928)
- 1859 - Karl von Macchio, diplomatico e nobile austriaco († 1945)
- 1860 - Yeghishe I Turian, giornalista, poeta e arcivescovo cristiano orientale armeno († 1930)
- 1861 - Leo Stein, librettista e drammaturgo austriaco († 1921)
- 1861 - Emerich Ullmann, chirurgo austriaco († 1937)
- 1861 - Henry Braid Wilson, ammiraglio statunitense († 1954)
- 1863 - Luigi Capotosti, cardinale e arcivescovo cattolico italiano († 1938)
- 1863 - Franz von Stuck, pittore, scultore e illustratore tedesco († 1928)
- 1865 - Barney Dreyfuss, dirigente sportivo statunitense († 1932)
- 1866 - Giuseppe Albino, militare italiano († 1896)
- 1866 - José Joaquín Casas Castañeda, politico colombiano († 1951)
- 1866 - Antonio d'Orléans, nobile spagnolo († 1930)
- 1867 - Isaac Broydé, orientalista e bibliotecario russo († 1922)
- 1867 - Dionigi Scano, architetto, saggista e politico italiano († 1949)
- 1868 - Henry Bergman, attore statunitense († 1946)
- 1868 - William Edward Burghardt Du Bois, sociologo, storico e saggista statunitense († 1963)
- 1868 - Leonardo Paterna Baldizzi, architetto italiano († 1942)
- 1871 - Uberto Visconti di Modrone, nobile, imprenditore e politico italiano († 1923)
- 1873 - Neil Gibson, calciatore scozzese († 1947)
- 1873 - Liang Qichao, scrittore, giornalista e filosofo cinese († 1929)
- 1873 - Oskar Pfister, pastore protestante e psicoanalista svizzero († 1956)
- 1873 - Édouard Risler, pianista francese († 1929)
- 1874 - Konstantin Päts, politico estone († 1956)
- 1874 - Hugh Stevenson Roberton, compositore e direttore di coro scozzese († 1952)
- 1875 - Rose Lamartine Yates, attivista inglese († 1954)
- 1876 - Senjūrō Hayashi, politico e generale giapponese († 1943)
- 1876 - Antonino Russo Giusti, drammaturgo italiano († 1957)
- 1877 - Alpinolo Magnini, ceramista italiano († 1953)
- 1877 - Pie Eugène Neveu, vescovo cattolico e religioso francese († 1946)
- 1877 - Frederic L. Paxson, storico statunitense († 1948)
- 1878 - Giovanni Battista Biavaschi, politico italiano († 1957)
- 1878 - Federico Morozzo della Rocca, generale italiano († 1971)
- 1879 - Agnes Arber, botanica britannica († 1960)
- 1879 - Kazimir Severinovič Malevič, pittore, insegnante e urbanista ucraino († 1935)
- 1880 - Roberto Forges Davanzati, politico e giornalista italiano († 1936)
- 1880 - Remo Gambelli, generale italiano († 1976)
- 1881 - Tito Brandsma, religioso e presbitero olandese († 1942)
- 1881 - Polydore Veirman, canottiere belga († 1951)
- 1882 - Antonino D'Agata, politico italiano († 1947)
- 1882 - Max Hainle, nuotatore e pallanuotista tedesco († 1961)
- 1883 - Adolfo II di Schaumburg-Lippe, sovrano tedesco († 1936)
- 1883 - Louis Chatelain, storico, archeologo e docente francese († 1950)
- 1883 - Arthur Downes, velista britannico († 1956)
- 1883 - Karl Jaspers, filosofo e psichiatra tedesco († 1969)
- 1883 - Walter Kuntze, generale tedesco († 1960)
- 1883 - Policarpo Scarabello, politico italiano († 1920)
- 1883 - Aldo Sorani, saggista, giornalista e traduttore italiano († 1945)
- 1884 - Kazimierz Funk, chimico polacco († 1967)
- 1885 - Elemér Gorondy-Novak, generale ungherese († 1954)
- 1885 - Henri Guerre, calciatore francese († 1984)
- 1885 - Ferenc Weisz, allenatore di calcio e calciatore ungherese († 1943)
- 1886 - Ventura García Calderón, scrittore e diplomatico peruviano († 1959)
- 1886 - George Mastrovich, ginnasta e multiplista statunitense († 1974)
- 1886 - Albert Sammons, violinista, compositore e insegnante inglese († 1957)
- 1887 - Wouter Lutkie, presbitero e politico olandese († 1968)
- 1887 - Karl Neumer, pistard tedesco († 1984)
- 1888 - Johann Weinberg, calciatore austriaco († 1942)
- 1889 - Cándido Aguilar, politico e generale messicano († 1960)
- 1889 - Cyril Delevanti, attore britannico († 1975)
- 1889 - Victor Fleming, regista, direttore della fotografia e produttore cinematografico statunitense († 1949)
- 1889 - János Garay, schermidore ungherese († 1945)
- 1889 - Musidora, attrice, regista e produttrice cinematografica francese († 1957)
- 1889 - Ivan Pavlovič Tovstucha, rivoluzionario e politico sovietico († 1935)
- 1890 - Lucien Girier, generale e aviatore francese († 1967)
- 1891 - Enrichetta Alfieri, religiosa italiana († 1951)
- 1891 - Evgenij Bronislavovič Pašukanis, giurista sovietico († 1937)
- 1892 - Agnes Smedley, giornalista e scrittrice statunitense († 1950)
- 1893 - Roberto Cozzi, militare italiano († 1918)
- 1893 - Vinzenz Dittrich, allenatore di calcio e calciatore austriaco († 1965)
- 1893 - Carl Gripenstedt, schermidore svedese († 1981)
- 1893 - Michele Guerrisi, scultore italiano († 1963)
- 1893 - Nella Mortara, fisica italiana († 1988)
- 1893 - I. A. Richards, critico letterario, scrittore e insegnante britannico († 1979)
- 1893 - Alvar Thiel, velista svedese († 1973)
- 1895 - Archie MacDonald, lottatore britannico († 1965)
- 1896 - Jozef Cíger-Hronský, scrittore slovacco († 1960)
- 1896 - Edward Pitblado, hockeista su ghiaccio britannico († 1977)
- 1896 - Giuseppe Schiavon, politico e antifascista italiano († 1989)
- 1897 - Walter Denkert, generale tedesco († 1982)
- 1897 - Franz Hänsel, allenatore di calcio e calciatore austriaco († 1942)
- 1897 - Pietro Vetro, critico letterario italiano († 1983)
- 1898 - Gerald Frank Anderson, compositore di scacchi e diplomatico britannico († 1983)
- 1898 - Francesco Fasola, arcivescovo cattolico italiano († 1988)
- 1898 - Reinhard Herbig, archeologo tedesco († 1961)
- 1898 - Aernout van Lennep, cavaliere olandese († 1974)
- 1898 - Lucy Morton, nuotatrice britannica († 1980)
- 1898 - Adalberto Pazzini, medico e storico italiano († 1975)
- 1898 - Fritz Schnürle, calciatore tedesco († 1937)
- 1898 - Vittorio Zoppi, diplomatico italiano († 1967)
- 1899 - Haim Arlozoroff, sindacalista, poeta e politico israeliano († 1933)
- 1899 - Giovanni Ciarpaglini, politico, antifascista e partigiano italiano († 1953)
- 1899 - Ernst Holzlöhner, medico tedesco († 1945)
- 1899 - Erich Kästner, scrittore, giornalista e critico teatrale tedesco († 1974)
- 1899 - Elisabeth Langgässer, scrittrice e poetessa tedesca († 1950)
- 1899 - Vittore Pisani, glottologo italiano († 1990)
- 1899 - Norman Taurog, regista e sceneggiatore statunitense († 1981)
- 1900 - Edoardo Moretti, calciatore italiano
- 1900 - Maksim Štrauch, attore sovietico († 1974)

## XX secolo(863)
- 1901 - Federico Chabod, storico, alpinista e politico italiano († 1960)
- 1901 - Bella Dorita, cantante e ballerina spagnola († 2001)
- 1901 - Erhard Heiden, generale tedesco († 1933)
- 1901 - Ivar Lo-Johansson, scrittore svedese († 1990)
- 1901 - Pietro Mura, poeta italiano († 1966)
- 1901 - Roberto Ronca, arcivescovo cattolico italiano († 1977)
- 1901 - Ruth Rowland Nichols, pioniere dell'aviazione statunitense († 1960)
- 1902 - Jacopo Calò Carducci, aviatore e militare italiano († 1939)
- 1902 - Pedro Cantero Cuadrado, arcivescovo cattolico spagnolo († 1978)
- 1902 - Jacques Dhur, calciatore francese († 1983)
- 1902 - André-Jacques Fougerat, vescovo cattolico francese († 1983)
- 1902 - André Tassin, calciatore francese († 1987)
- 1902 - Allan Gray, compositore polacco († 1973)
- 1903 - Béla Dömötör, calciatore ungherese († 1972)
- 1903 - Julius Fučík, giornalista, scrittore e antifascista ceco († 1943)
- 1903 - Mahmoud Hessabi, fisico e politico iraniano († 1992)
- 1903 - Vojtěch Sýbal, calciatore cecoslovacco
- 1904 - Terence Fisher, regista britannico († 1980)
- 1904 - William Holmes, montatore statunitense († 1978)
- 1904 - Gaston-Marie Jacquier, vescovo cattolico francese († 1976)
- 1904 - Anton Kaltenberger, bobbista austriaco († 1979)
- 1904 - Helen Nearing, scrittrice statunitense († 1995)
- 1904 - Ottavio Scotti, scenografo italiano († 1975)
- 1904 - William L. Shirer, giornalista e storico statunitense († 1993)
- 1904 - Leopold Trepper, attivista polacco († 1982)
- 1904 - Aleksandr Michajlovič Zguridi, regista cinematografico sovietico († 1998)
- 1905 - Raffaele Carrieri, scrittore, poeta e critico d'arte italiano († 1984)
- 1906 - Zofia Poznańska, partigiana polacca († 1942)
- 1907 - Hans Jürgen von Blumenthal, militare tedesco († 1944)
- 1907 - Roberto Cherro, calciatore argentino († 1965)
- 1907 - Alberto Chividini, calciatore argentino († 1961)
- 1907 - Roberto Hausbrandt, imprenditore, dirigente d'azienda e filantropo italiano († 1997)
- 1908 - Ray Brown, giocatore di baseball statunitense († 1965)
- 1908 - Alfredo Mazzoni, allenatore di calcio e calciatore italiano († 1986)
- 1908 - William McMahon, politico australiano († 1988)
- 1908 - Hermann Poppe-Marquard, storico, storico dell'arte e saggista tedesco († 1993)
- 1908 - Pietro Sigismondi, arcivescovo cattolico italiano († 1967)
- 1908 - Gerhard Weigel, militare tedesco († 1998)
- 1909 - Vittorio Botticini, pittore italiano († 1978)
- 1909 - Aldo Victor de Sanctis, fotografo e inventore italiano († 1996)
- 1910 - Gino Bolognese, calciatore italiano († 1943)
- 1910 - Corrado Cagli, artista italiano († 1976)
- 1910 - Aleksej Ermolaev, danzatore e coreografo russo († 1975)
- 1910 - Pier Antonio Quarantotti Gambini, scrittore, giornalista e bibliotecario italiano († 1965)
- 1911 - Alfred Felix Landon Beeston, orientalista e arabista britannico († 1995)
- 1911 - Mstislav Keldyš, fisico, matematico e politico sovietico († 1978)
- 1911 - István Závodi, calciatore ungherese († 1987)
- 1912 - Ernst Künz, calciatore austriaco († 1944)
- 1912 - Dino Limoni, politico italiano († 1986)
- 1912 - Sybil Shearer, coreografa, ballerina e scrittrice statunitense († 2005)
- 1913 - Salvador Artigas, allenatore di calcio e calciatore spagnolo († 1997)
- 1913 - Gheorghe Brandabura, calciatore rumeno
- 1913 - Eduardo Kingman, artista ecuadoriano († 1997)
- 1913 - Charles Leonard, pentatleta statunitense († 2006)
- 1913 - Gipo Poggi, calciatore e allenatore di calcio italiano († 1992)
- 1914 - Diego Marabelli, ciclista su strada italiano († 2006)
- 1914 - Theo Middelkamp, ciclista su strada e pistard olandese († 2005)
- 1914 - Isaak Pattiwael, calciatore indonesiano († 1987)
- 1915 - Heinz Flotho, calciatore tedesco († 2000)
- 1915 - Giovanni Fornasini, presbitero italiano († 1944)
- 1915 - Alberto Ghergo, politico italiano († 1986)
- 1915 - Jon Hall, attore statunitense († 1979)
- 1915 - Valentina Telegina, attrice sovietica († 1979)
- 1915 - Paul Tibbets, generale statunitense († 2007)
- 1916 - George Abel, hockeista su ghiaccio canadese († 1996)
- 1916 - Corrado Ardizzoni, ciclista su strada italiano († 1980)
- 1917 - Antonio Vangelli, pittore italiano († 2003)
- 1918 - Angelo Custode Masciale, politico italiano († 1991)
- 1919 - Mario Albertini, politico italiano († 1997)
- 1919 - Johnny Carey, calciatore e allenatore di calcio irlandese († 1995)
- 1919 - Armando William Tamburella, regista italiano († 1999)
- 1920 - Herbert G. Baker, botanico britannico († 2001)
- 1920 - Don Beery, cestista statunitense († 2016)
- 1920 - Benyoucef Benkhedda, politico algerino († 2003)
- 1920 - Jim Bulloch, allenatore di pallacanestro canadese († 1991)
- 1920 - Jerome Lettvin, neuroscienziato e attivista statunitense († 2011)
- 1920 - Loris Malaguzzi, pedagogista e insegnante italiano († 1994)
- 1920 - Wilhelm Neukom, calciatore svizzero († 1987)
- 1921 - Luigi Dalvit, politico italiano († 1981)
- 1921 - Giovan Battista Pellegrini, linguista, glottologo e filologo italiano († 2007)
- 1921 - Addison Powell, attore, produttore televisivo e produttore teatrale statunitense († 2010)
- 1921 - Tom Sealy, cestista statunitense († 2000)
- 1921 - Aroldo Tolomelli, partigiano e politico italiano († 2011)
- 1921 - Luigi Vultaggio, calciatore italiano
- 1922 - Anneli Cahn Lax, matematica statunitense († 1999)
- 1922 - Marcel Fiorini, pittore e incisore francese († 2008)
- 1922 - Dave Minor, cestista statunitense († 1998)
- 1923 - Rafael Addiego Bruno, avvocato e politico uruguaiano († 2014)
- 1923 - Robert Bellah, sociologo statunitense († 2013)
- 1923 - Hal Cooper, regista statunitense († 2014)
- 1923 - Renato De Carmine, attore italiano († 2010)
- 1923 - Nives Gessi, politica, partigiana e sindacalista italiana († 1994)
- 1923 - Iōannīs Grivas, politico e magistrato greco († 2016)
- 1923 - Takeo Kajiwara, giocatore di go giapponese († 2009)
- 1923 - Dante Lavelli, giocatore di football americano statunitense († 2009)
- 1923 - Valentino Martinelli, storico dell'arte e critico d'arte italiano († 1999)
- 1923 - Hugo Prono, pallanuotista argentino († 1970)
- 1923 - Muriel Smith, mezzosoprano e attrice statunitense († 1985)
- 1923 - Giovanni Spezia, politico e partigiano italiano († 1994)
- 1924 - Roberto Alarcón, calciatore argentino († 1988)
- 1924 - Anatolij Bašaškin, calciatore e allenatore di calcio sovietico († 2002)
- 1924 - Chuck Hanger, cestista e avvocato statunitense († 1995)
- 1924 - Alexander Kerst, attore e doppiatore austriaco († 2010)
- 1924 - Allan McLeod Cormack, fisico sudafricano († 1998)
- 1924 - Mario Petrucciani, critico letterario e storico della letteratura italiano († 2001)
- 1924 - Claude Sautet, regista e sceneggiatore francese († 2000)
- 1924 - Grethe Bartram, agente segreto danese († 2017)
- 1925 - Carlo Cedroni, fumettista italiano († 2008)
- 1925 - Franco Grillone, allenatore di calcio e calciatore italiano († 2007)
- 1925 - Omero Losi, calciatore italiano († 2012)
- 1925 - Alessandro Sperlì, attore e doppiatore italiano († 1990)
- 1925 - Louis Stokes, politico statunitense († 2015)
- 1925 - Erika Vollmer, tennista tedesca († 2021)
- 1926 - Isabel Bigley, attrice teatrale e cantante statunitense († 2006)
- 1926 - Luigi De Magistris, cardinale e arcivescovo cattolico italiano († 2022)
- 1926 - Giulio Girardi, presbitero, teologo e filosofo italiano († 2012)
- 1926 - Ede Király, pattinatore artistico su ghiaccio ungherese († 2009)
- 1927 - José Bezerra da Silva, cantante, compositore e violinista brasiliano († 2005)
- 1927 - Régine Crespin, soprano francese († 2007)
- 1927 - Maria Ghezzi, disegnatrice, pittrice e scultrice italiana († 2021)
- 1927 - Mirtha Legrand, attrice argentina
- 1927 - Jens Jørn Mortensen, sollevatore danese († 2023)
- 1927 - François Müller, calciatore lussemburghese († 1999)
- 1927 - Willie Ormond, allenatore di calcio e calciatore scozzese († 1984)
- 1928 - Luca Goldoni, giornalista, scrittore e umorista italiano († 2023)
- 1928 - Hans Herrmann, ex pilota automobilistico tedesco
- 1928 - Vasilij Grigor'evič Lazarev, cosmonauta sovietico († 1990)
- 1928 - Yves Ramousse, vescovo cattolico e missionario francese († 2021)
- 1928 - André Strappe, calciatore e allenatore di calcio francese († 2006)
- 1929 - Alessio II, arcivescovo ortodosso russo († 2008)
- 1929 - Herbert Mies, politico tedesco († 2017)
- 1930 - Harry Boldt, cavaliere tedesco
- 1930 - Gorō Shimura, matematico giapponese († 2019)
- 1930 - Medeniýet Şahberdiýewa, soprano turkmeno († 2018)
- 1931 - Linda Cristal, attrice argentina († 2020)
- 1931 - Ennio Falco, apneista italiano († 1969)
- 1931 - Giovanni Battista Fracassetti, ex calciatore italiano
- 1931 - Aldo Sambrell, attore e regista spagnolo († 2010)
- 1931 - Marco Savioni, ex calciatore italiano
- 1931 - Gustav-Adolf Schur, ex ciclista su strada tedesco
- 1931 - Tom Wesselmann, pittore, scultore e artista statunitense († 2004)
- 1932 - Majel Barrett, attrice statunitense († 2008)
- 1932 - Jean-Paul Benzécri, matematico, statistico e filosofo francese († 2019)
- 1932 - Willy Colombini, attore italiano
- 1932 - Emanuele Giudice, politico, scrittore e poeta italiano († 2014)
- 1932 - Jorgji Kona, cestista e pallavolista albanese († 2009)
- 1932 - Paolo Rizzi, critico d'arte e giornalista italiano († 2007)
- 1933 - Lee Calhoun, ostacolista statunitense († 1989)
- 1933 - Rino Carlini, calciatore italiano († 2017)
- 1933 - Oskar Roth, cestista, pallamanista e allenatore di pallamano tedesco († 2019)
- 1934 - Inger Berggren, cantante e attrice svedese († 2019)
- 1934 - Mariolina Bovo, attrice italiana († 1996)
- 1934 - Ernesto Guerra, allenatore di calcio e ex calciatore ecuadoriano
- 1934 - Hilkka Hakola, cestista e pallavolista finlandese († 2022)
- 1934 - Camille Le Menn, ex ciclista su strada francese
- 1934 - George Ryan, politico statunitense († 2025)
- 1934 - Jacques Séguéla, pubblicitario francese
- 1934 - Rino Tommasi, giornalista, conduttore televisivo e telecronista sportivo italiano († 2025)
- 1934 - Cosimo Zappelli, alpinista italiano († 1990)
- 1935 - Peder Kjær-Andersen, ex calciatore danese
- 1936 - Isabelle Ebanda, politica camerunese
- 1936 - Federico Luppi, attore argentino († 2017)
- 1936 - Roger Rivière, ciclista su strada e pistard francese († 1976)
- 1936 - John Truscott, attore, costumista e scenografo australiano († 1993)
- 1937 - Ivo Bego, ex calciatore jugoslavo
- 1937 - Jan Bruin, cestista e allenatore di pallacanestro olandese († 2023)
- 1937 - Tom Osborne, ex giocatore di football americano, allenatore di football americano e politico statunitense
- 1937 - Christopher Tugendhat, politico, imprenditore e giornalista britannico
- 1938 - Giovanni De Angelis, scultore italiano
- 1938 - Sandra Fiete, cestista statunitense († 2013)
- 1938 - Bernard Mayeur, cestista francese († 2004)
- 1938 - Jiří Menzel, regista e attore ceco († 2020)
- 1938 - Paul Morrissey, regista, sceneggiatore e direttore della fotografia statunitense († 2024)
- 1938 - Diane Varsi, attrice statunitense († 1992)
- 1939 - Denis Arndt, attore statunitense († 2025)
- 1939 - José Cetale, calciatore brasiliano († 2013)
- 1939 - Josef Feistmantl, slittinista austriaco († 2019)
- 1939 - Roger Kaiser, ex cestista e allenatore di pallacanestro statunitense
- 1939 - Charles S. Maier, storico statunitense
- 1939 - Lee Shaffer, ex cestista statunitense
- 1939 - Nicolae Viciu, cestista rumeno († 2014)
- 1940 - Peter Fonda, attore e regista statunitense († 2019)
- 1940 - Giacomo Pellicciotti, giornalista, critico musicale e produttore discografico italiano
- 1940 - Jackie Smith, ex giocatore di football americano statunitense
- 1941 - William Hjortsberg, scrittore e sceneggiatore statunitense († 2017)
- 1942 - Magda Dávid, nuotatrice ungherese
- 1942 - Dioncounda Traoré, politico maliano
- 1943 - Fred Biletnikoff, ex giocatore di football americano statunitense
- 1943 - Carl Gentile, ex calciatore statunitense
- 1943 - Akaji Maro, coreografo, danzatore e attore giapponese
- 1943 - Segismundo Martínez Álvarez, vescovo cattolico e missionario spagnolo († 2021)
- 1943 - Frank Odoi, ex calciatore ghanese
- 1944 - Pierre Aubé, storico francese
- 1944 - Bernard Cornwell, scrittore britannico
- 1944 - Séamus Freeman, vescovo cattolico irlandese († 2022)
- 1944 - Florian Fricke, musicista tedesco († 2001)
- 1944 - Oleg Ivanovič Jankovskij, attore russo († 2009)
- 1944 - Richie Pietri, cestista portoricano († 1999)
- 1944 - John Ryan, ex nuotatore australiano
- 1944 - John Sandford, giornalista e scrittore statunitense
- 1944 - Per Martin Sunde, ex sciatore alpino norvegese
- 1944 - Johnny Winter, chitarrista e cantante statunitense († 2014)
- 1945 - Allan Boesak, religioso e attivista sudafricano
- 1945 - Svetlana Ivanovna Gerasimenko, astronoma sovietica († 2025)
- 1945 - Mal Graham, ex cestista statunitense
- 1945 - Gary Gray, ex cestista statunitense
- 1945 - Gigliola Guerinoni, criminale italiana
- 1945 - John Halsey, batterista britannico
- 1945 - Leary Lentz, cestista statunitense († 2024)
- 1945 - Georg Milbradt, politico e economista tedesco
- 1945 - Giancarlo Salvi, dirigente sportivo e calciatore italiano († 2016)
- 1945 - Francesco Scardamaglia, sceneggiatore, produttore televisivo e produttore cinematografico italiano († 2010)
- 1945 - Karl-Heinz Vogt, calciatore tedesco († 2025)
- 1946 - Anatoli Banişevski, allenatore di calcio e calciatore sovietico († 1997)
- 1946 - Alberto Colombo, pilota automobilistico italiano († 2024)
- 1946 - Rodolfo García, batterista argentino († 2021)
- 1946 - Bernard Sergent, storico, archeologo e antropologo francese
- 1947 - Salvatore Brullo, botanico italiano
- 1947 - Niels-Christian Holmstrøm, ex calciatore e allenatore di calcio danese
- 1947 - Boris Kuznecov, pugile sovietico († 2006)
- 1947 - Pia Kjærsgaard, politica danese
- 1947 - Valerij Pustovojtenko, politico ucraino
- 1948 - Trevor Cherry, calciatore e allenatore di calcio inglese († 2020)
- 1948 - Manuel Clarés, ex calciatore spagnolo
- 1948 - Ferdinando Di Orio, medico e politico italiano
- 1948 - Gérard Martinelli, ex calciatore francese
- 1948 - Doug Moench, fumettista statunitense
- 1948 - Edoardo Nevola, attore e doppiatore italiano
- 1948 - Gabriele Pagliuzzi, politico italiano
- 1948 - Bill Alexander, regista teatrale britannico
- 1948 - Hiroshi Sugimoto, fotografo e artista giapponese
- 1949 - Christian Coste, allenatore di calcio e ex calciatore francese
- 1949 - Brian Deacon, attore britannico
- 1949 - Pia Engleberth, attrice italiana
- 1949 - Marc Garneau, astronauta e politico canadese († 2025)
- 1949 - Hans Kary, ex tennista austriaco
- 1949 - Anna-Maria Müller, slittinista tedesca orientale († 2009)
- 1949 - Josef Oberhauser, ex bobbista austriaco
- 1949 - Bruno Saby, pilota di rally francese
- 1949 - Sergio Tortarolo, politico italiano
- 1949 - Rostislav Vojáček, ex calciatore cecoslovacco
- 1950 - Jean-Hubert Austin, ex calciatore haitiano
- 1950 - Erhard Blum, teologo tedesco
- 1950 - Roger Brown, cestista statunitense († 2023)
- 1950 - Charles Edge, ex cestista statunitense
- 1950 - Alan Foggon, ex calciatore inglese
- 1950 - Mary Pat Gleason, attrice e sceneggiatrice statunitense († 2020)
- 1950 - John Greaves, bassista, cantante e compositore gallese
- 1950 - Laura Olivari, cantante italiana
- 1950 - Giorgio Stirano, ingegnere italiano
- 1951 - Eddie Dibbs, ex tennista statunitense
- 1951 - Leonardo Generoso, allenatore di calcio e ex calciatore italiano
- 1951 - Ed Jones, ex giocatore di football americano statunitense
- 1951 - Nicholas Kenyon, critico musicale britannico
- 1951 - Kenny Marchant, politico statunitense
- 1951 - Patricia Richardson, attrice statunitense
- 1951 - Stefania Rotolo, ballerina, showgirl e cantante italiana († 1981)
- 1951 - Shigefumi Mori, matematico giapponese
- 1952 - Sören Åkeby, allenatore di calcio e ex calciatore svedese
- 1952 - Károly Csapó, ex calciatore ungherese
- 1952 - Marshall Herskovitz, regista, sceneggiatore e produttore cinematografico statunitense
- 1952 - Johann Krejcirik, ex calciatore e allenatore di calcio austriaco
- 1952 - Tzi Ma, attore cinese
- 1952 - Miyuki Nakajima, cantante giapponese
- 1952 - Pedro Pérez, triplista cubano († 2018)
- 1952 - Isabella Savona, attrice italiana
- 1952 - Zoltán Székely, ex schermidore ungherese
- 1952 - Brad Whitford, musicista e chitarrista statunitense
- 1953 - Sallie Baliunas, astrofisica statunitense
- 1953 - Kjell Bergqvist, attore svedese
- 1953 - Alberto Fratini, compositore, musicista e cantante italiano († 2019)
- 1953 - Alain Michel, pilota motociclistico francese
- 1953 - Satoru Nakajima, ex pilota automobilistico giapponese
- 1953 - Ennio Rega, cantautore e compositore italiano
- 1953 - Jeff Van Drew, politico statunitense
- 1954 - György Gerendás, ex pallanuotista ungherese
- 1954 - Sophie Hayden, attrice teatrale, attrice televisiva e cantante statunitense
- 1954 - Viktor Juščenko, politico ucraino
- 1954 - Stanislav Kočubyns'kyj, ex calciatore sovietico
- 1954 - Kersten Meier, nuotatore tedesco († 2001)
- 1954 - Eddy Vanhaerens, ciclista su strada belga
- 1954 - Anton Winkler, slittinista tedesco occidentale († 2016)
- 1955 - Stefano Abbati, attore italiano
- 1955 - Bilal Said Al-Azma, ex velocista e ex lunghista saudita
- 1955 - Marco Bellodis, bobbista italiano
- 1955 - Giorgio Boscolo, ex calciatore italiano
- 1955 - Lucio D'Ubaldo, politico italiano
- 1955 - Howard Jones, pianista, tastierista e cantante britannico
- 1955 - Anatolij Kozlov, ex sollevatore sovietico
- 1955 - Jorge-Emilio Lazzarini, ex sciatore alpino argentino
- 1955 - John McMaster, ex calciatore scozzese
- 1955 - Chiara Ottaviano, storica italiana
- 1955 - Guadalupe Pineda, cantante messicana
- 1955 - Elisabetta Pozzi, attrice italiana
- 1955 - Flip Saunders, cestista, allenatore di pallacanestro e dirigente sportivo statunitense († 2015)
- 1955 - Giuseppe Sciacca, vescovo cattolico italiano
- 1955 - Rodney Slater, politico statunitense
- 1956 - Donna Butterworth, attrice e cantante statunitense († 2018)
- 1956 - Ramón Cruz, ex cestista filippino
- 1956 - Chiara Guzzonato, ex cestista italiana
- 1956 - Józef Piotr Kupny, arcivescovo cattolico polacco
- 1956 - Paul O'Neill, produttore discografico, arrangiatore e compositore statunitense († 2017)
- 1956 - Valentine Pelka, attore britannico
- 1956 - Andy Ritchie, ex calciatore scozzese
- 1956 - Silvio Vannucci, attore italiano
- 1957 - Elke Decker, ex velocista tedesca
- 1957 - Viktor Markin, ex velocista sovietico
- 1957 - Daniel Martínez, ingegnere e politico uruguaiano
- 1957 - Giò Giò Rapattoni, doppiatrice e direttrice del doppiaggio italiana
- 1957 - Lauri Siering, ex nuotatrice statunitense
- 1957 - Ginni Thomas, avvocato statunitense
- 1958 - Maria Gaetana Greco, politica italiana
- 1958 - Francesca Mazza, attrice teatrale italiana
- 1958 - Tiziano Nava, velista italiano
- 1958 - Massimo Pigoli, pilota automobilistico italiano
- 1958 - Daniela Rosati, giornalista, conduttrice televisiva e cantante italiana
- 1958 - David Sylvian, cantante e musicista britannico
- 1959 - Clayton Anderson, ex astronauta statunitense
- 1959 - Giorgio Ascanelli, ingegnere italiano
- 1959 - Tiziana Fabbricini, soprano italiano
- 1959 - Lanfranco Fabriani, scrittore di fantascienza italiano
- 1959 - Andrea Fumagalli, economista italiano
- 1959 - Tim Hovland, ex pallavolista statunitense
- 1959 - Francesca Paganini, attrice teatrale e personaggio televisivo italiana
- 1959 - Giorgio Starace, diplomatico italiano
- 1959 - Lucas Van den Eynde, attore belga
- 1960 - Danilo Bertazzi, attore teatrale, personaggio televisivo e autore televisivo italiano
- 1960 - Simone Boccaccini, terrorista italiano
- 1960 - Michele Bon, tastierista italiano
- 1960 - Adrian Bumbescu, allenatore di calcio e ex calciatore rumeno
- 1960 - Mark Goodwin, ex calciatore britannico
- 1960 - Mike Kelly, politico e avvocato australiano
- 1960 - Rossana Maiorca, apneista italiana († 2005)
- 1960 - Luisa Martín, attrice spagnola
- 1960 - Cornelia Melis, maratoneta
- 1960 - Naruhito, imperatore giapponese
- 1960 - Grač'ja Petikjan, ex tiratore a segno armeno
- 1960 - Roberto Sciascia, ex calciatore belga
- 1960 - Darren Tillis, ex cestista statunitense
- 1960 - Gloria di Schönburg-Glauchau, nobile tedesca
- 1961 - Lodovica Braida, storica italiana
- 1961 - Luis Miguel Gail, allenatore di calcio e ex calciatore spagnolo
- 1961 - Jean-Pascal Labille, politico belga
- 1961 - Stefano Sani, cantante, conduttore televisivo e attore teatrale italiano
- 1961 - David Warshofsky, attore statunitense
- 1962 - Ahn Byeong-keun, ex judoka sudcoreano
- 1962 - Luca Campigotto, fotografo italiano
- 1962 - Jordi Colomer, artista spagnolo
- 1962 - Olivier Ducastel, regista e sceneggiatore francese
- 1962 - Luigi Ferraris, dirigente d'azienda italiano
- 1962 - Lise Haavik, cantante norvegese
- 1962 - John Hatch, ex cestista canadese
- 1962 - Dragan Jakovljević, ex calciatore bosniaco
- 1962 - Ivo Knoflíček, ex calciatore cecoslovacco
- 1962 - Antonello Matarazzo, artista, pittore e regista italiano
- 1962 - Pedro Monzón, allenatore di calcio e ex calciatore argentino
- 1963 - Reza Abdoh, regista teatrale e drammaturgo iraniano († 1995)
- 1963 - Paolo Bordoni, allenatore di calcio e ex calciatore italiano
- 1963 - Marco Calvani, allenatore di pallacanestro italiano
- 1963 - Mazureik, ex giocatore di calcio a 5 brasiliano
- 1963 - Marco Mencarelli, allenatore di pallavolo italiano
- 1963 - Giacomo Pignataro, economista italiano
- 1963 - Uwe Sauer, ex cestista e allenatore di pallacanestro tedesco
- 1963 - Wes Saunders, allenatore di calcio e ex calciatore inglese
- 1963 - Andrea Sawatzki, attrice tedesca
- 1963 - Radosław Sikorski, politico, giornalista e politologo polacco
- 1963 - Sergej Uslamin, ex ciclista su strada russo
- 1964 - Renata Briano, politica e attivista italiana
- 1964 - Vincent Chalvon-Demersay, animatore francese
- 1964 - Peter Kox, pilota automobilistico olandese
- 1964 - John Norum, chitarrista e cantante norvegese
- 1964 - Joseph O'Neill, scrittore irlandese
- 1964 - Ronan Vibert, attore britannico († 2022)
- 1965 - Paolo Bacilieri, fumettista e scrittore italiano
- 1965 - Kristin Davis, attrice statunitense
- 1965 - Michael Dell, imprenditore statunitense
- 1965 - Bob Ferguson, politico e avvocato statunitense
- 1965 - John Rose, politico statunitense
- 1965 - Andrzej Saramonowicz, scrittore, giornalista e regista polacco
- 1965 - Vito Schifani, poliziotto italiano († 1992)
- 1965 - Valerij Šmarov, ex calciatore sovietico
- 1965 - Helena Suková, allenatrice di tennis, ex tennista e psicologa ceca
- 1965 - Veronica Webb, supermodella e attrice statunitense
- 1966 - Michael Arata, attore e produttore cinematografico statunitense
- 1966 - Alexandre Borges, attore brasiliano
- 1966 - Enzo Gambaro, allenatore di calcio e ex calciatore italiano
- 1966 - Artur Lekbello, allenatore di calcio e ex calciatore albanese
- 1966 - Andrea Mazzon, allenatore di pallacanestro italiano
- 1966 - Didier Queloz, astronomo svizzero
- 1966 - Paolo Ranno, ex tiratore a segno italiano
- 1966 - Vittorio Rifranti, regista italiano
- 1966 - Eduardo Smith, ex calciatore ecuadoriano
- 1966 - John Stephens, giocatore di football americano statunitense († 2009)
- 1967 - Velimir Andrejić, allenatore di calcio a 5 e ex giocatore di calcio a 5 serbo
- 1967 - Tetsuya Asano, allenatore di calcio e ex calciatore giapponese
- 1967 - Francesco Battistoni, politico italiano
- 1967 - Fabrizio Bertot, politico italiano
- 1967 - Alan Gilbert, direttore d'orchestra statunitense
- 1967 - Nonato, ex calciatore brasiliano
- 1967 - Anita Olęcka, ex cestista polacca
- 1967 - Pascale Piera, magistrata e politica francese
- 1967 - Lee Pomeroy, bassista britannico
- 1967 - Steve Stricker, golfista statunitense
- 1967 - Guglielmo Vaccaro, politico italiano
- 1967 - Chris Vrenna, musicista statunitense
- 1968 - Juan Carlos Bazalar, allenatore di calcio e ex calciatore peruviano
- 1968 - George Cutaș, politico romeno
- 1968 - Johan Gielen, disc jockey belga
- 1968 - Peter Hanrahan, ex calciatore irlandese
- 1968 - Sonya Hartnett, scrittrice australiana
- 1968 - Marc Price, attore statunitense
- 1968 - Miguel Ángel Reyes, ex cestista spagnolo
- 1969 - Bhagyashree, attrice indiana
- 1969 - Juan Escarré, ex hockeista su prato e allenatore di hockey su prato spagnolo
- 1969 - Mike Flynn, ex calciatore inglese
- 1969 - Yūji Hirayama, arrampicatore giapponese
- 1969 - Thomas Jane, attore e regista statunitense
- 1969 - Enrico Laghi, economista, funzionario e dirigente d'azienda italiano
- 1969 - Chris Reifert, batterista statunitense
- 1969 - Marc Wauters, dirigente sportivo e ex ciclista su strada belga
- 1969 - Brian Welsh, ex calciatore scozzese
- 1970 - Miguel Aguirrezabala, ex giocatore di calcio a 5 e giocatore di beach soccer uruguaiano
- 1970 - Shōko Aida, attrice e cantante giapponese
- 1970 - Nathalie Arthaud, politica francese
- 1970 - Marie-Josée Croze, attrice canadese
- 1970 - Valērijs Ivanovs, ex calciatore lettone
- 1970 - Li Jing, ex ginnasta cinese
- 1970 - Niecy Nash, attrice, comica e conduttrice televisiva statunitense
- 1970 - Giuseppe Shen Bin, vescovo cattolico cinese
- 1970 - Paul Anthony Stewart, attore statunitense
- 1970 - Tumo Turbo, maratoneta etiope († 2008)
- 1971 - Angela Alsobrooks, politica statunitense
- 1971 - Noel Bailie, ex calciatore nordirlandese
- 1971 - Andrew Griffith, politico e dirigente d'azienda inglese
- 1971 - Frank Gunn, ex attore pornografico ungherese
- 1971 - Risto Kallaste, ex calciatore estone
- 1971 - Americo Melchionda, attore e regista italiano
- 1971 - Joe-Max Moore, ex calciatore statunitense
- 1971 - Giorgio Prezioso, disc jockey e produttore discografico italiano
- 1971 - Stefano Zarfati, cantautore italiano
- 1972 - Michael Ausiello, giornalista e attore statunitense
- 1972 - Djacir, ex giocatore di calcio a 5 brasiliano
- 1972 - Florian Gallenberger, regista e sceneggiatore tedesco
- 1972 - Greg Hill, ex giocatore di football americano statunitense
- 1972 - Michael Meeks, ex cestista e allenatore di pallacanestro tedesco
- 1972 - Alessandro Sturba, allenatore di calcio e ex calciatore italiano
- 1972 - Jamie Watson, ex cestista statunitense
- 1973 - Francesco Bellucci, dirigente sportivo e ex calciatore italiano
- 1973 - Therese Comodini Cachia, politica e avvocata maltese
- 1973 - Arnold Dwarika, ex calciatore trinidadiano
- 1973 - Angus Eve, allenatore di calcio e ex calciatore trinidadiano
- 1973 - Daniel Jobim, cantante, compositore e pianista brasiliano
- 1973 - Jeff Nordgaard, ex cestista e allenatore di pallacanestro statunitense
- 1973 - Khalid Mohammed Sabbar, ex calciatore iracheno
- 1973 - Linda Ulvaeus, attrice e cantante svedese
- 1974 - Stéphane Bernadis, ex pattinatore artistico su ghiaccio francese
- 1974 - Annalisa Cuzzocrea, giornalista italiana
- 1974 - Frank Defays, allenatore di calcio e ex calciatore belga
- 1974 - Riccardo Del Dotto, scacchista italiano
- 1974 - Hassen Gabsi, ex calciatore tunisino
- 1974 - Robert Grdović, allenatore di calcio a 5 e ex giocatore di calcio a 5 croato
- 1974 - Lael Gregory, ex snowboarder statunitense
- 1974 - Giorgio Marchesi, attore italiano
- 1974 - Maurizio Oddo, pallavolista italiano
- 1974 - Frédéric Pierre, ex calciatore belga
- 1974 - Abder Ramdane, allenatore di calcio e ex calciatore francese
- 1975 - Fabiana Anastácio, cantante brasiliana († 2020)
- 1975 - Mike Flood, politico statunitense
- 1975 - Chris Garner, ex cestista statunitense
- 1975 - Michele Liuzzi, ex lottatore italiano
- 1975 - Robert Lopez, musicista e compositore statunitense
- 1975 - Callan Mulvey, attore neozelandese
- 1975 - Álvaro Morte, attore e insegnante spagnolo
- 1975 - Giordano Piccinotti, arcivescovo cattolico italiano
- 1975 - Bohdan Ulihrach, ex tennista ceco
- 1975 - Natalia Verbeke, attrice argentina
- 1975 - Lise Westzynthius, cantante danese
- 1976 - Rafael Əmirbəyov, ex calciatore azero
- 1976 - Lorne Balfe, compositore e produttore discografico britannico
- 1976 - Omar Ghayatt, artista, scenografo e regista egiziano
- 1976 - Katia Guerreiro, cantante portoghese
- 1976 - Kelly Macdonald, attrice britannica
- 1976 - Rafael Mateos, ex ciclista su strada spagnolo
- 1976 - Susumu Ōki, ex calciatore giapponese
- 1976 - Angelo Rossi, politico italiano
- 1976 - Víctor Sánchez del Amo, allenatore di calcio e ex calciatore spagnolo
- 1977 - Ayhan Akman, dirigente sportivo, allenatore di calcio e ex calciatore turco
- 1977 - Massimiliano Giri, scrittore sammarinese
- 1977 - Frank Head, cantautore italiano
- 1977 - David Hubáček, ex calciatore ceco
- 1977 - Patric Leitner, ex slittinista tedesco
- 1977 - Jesús Mendoza Aguirre, allenatore di calcio e ex calciatore spagnolo
- 1977 - Dally Randriantefy, ex tennista malgascia
- 1977 - Kristina Šmigun-Vähi, ex fondista estone
- 1977 - Ousmane Tiecoura, ex calciatore nigerino
- 1977 - Yu Xin, ex discobola cinese
- 1978 - Jason Byrne, ex calciatore irlandese
- 1978 - Kyriakos Chailīs, ex calciatore cipriota
- 1978 - Fabiana Colasuonno, calciatrice italiana
- 1978 - Dóra Győrffy, ex altista ungherese
- 1978 - Lars Klingbeil, politico tedesco
- 1978 - Antti Kuisma, ex combinatista nordico finlandese
- 1978 - Mehdi Labeyrie-Hafsi, ex cestista francese
- 1978 - Mariano Messera, allenatore di calcio e ex calciatore argentino
- 1978 - Pablo Moldú, ex cestista argentino
- 1978 - Residente, rapper, cantante e compositore portoricano
- 1978 - Karoliina Rantamäki, hockeista su ghiaccio finlandese
- 1978 - Stanislav Vartovník, ex pallavolista slovacco
- 1978 - Mohd Suffian Abdul Rahman, calciatore malese († 2019)
- 1979 - Robin Beauregard, ex pallanuotista statunitense
- 1979 - Robert Bednarek, allenatore di calcio e ex calciatore polacco
- 1979 - Julie Brandt-Glass, pattinatrice di velocità in-line statunitense
- 1979 - Luca Celli, ex ciclista su strada italiano
- 1979 - Sariye Gökçe, ex cestista turca
- 1979 - Maryke Hendrikse, doppiatrice bahamense
- 1979 - Andrea Moletta, ex ciclista su strada italiano
- 1979 - Magdalena Ogórek, politica polacca
- 1979 - Jay Shi, tiratore a segno statunitense
- 1979 - Marija Stepanova, ex cestista russa
- 1979 - Hideyuki Ujiie, ex calciatore giapponese
- 1979 - Yodelice, cantautore e attore francese
- 1979 - Sascha Zacharias, attrice svedese
- 1980 - Mathieu Berson, ex calciatore francese
- 1980 - Willie Deane, ex cestista statunitense
- 1980 - John Maus, musicista statunitense
- 1980 - Cornelius Meister, direttore d'orchestra e pianista tedesco
- 1980 - Zhou Junxun, goista taiwanese
- 1981 - Gareth Barry, ex calciatore inglese
- 1981 - LaVell Blanchard, ex cestista statunitense
- 1981 - Raphael Botti, ex calciatore brasiliano
- 1981 - Jan Böhmermann, conduttore radiofonico e comico tedesco
- 1981 - Stephen Devassy, musicista indiano
- 1981 - Daniele Ficagna, allenatore di calcio e ex calciatore italiano
- 1981 - Josh Gad, attore statunitense
- 1981 - Steven Goldstein, pilota automobilistico colombiano
- 1981 - Sophie Lefèvre, ex tennista francese
- 1981 - Jeffrey Leiwakabessy, ex calciatore olandese
- 1981 - Hal Luscombe, ex rugbista a 15 sudafricano
- 1981 - Malgosia Majewska, modella canadese
- 1981 - Davide Marchini, allenatore di calcio e ex calciatore italiano
- 1981 - Cody Mattern, schermidore statunitense
- 1981 - Thomas Moriggl, ex fondista italiano
- 1981 - Kimmo Muurinen, ex cestista finlandese
- 1981 - Mai Nakahara, cantante e doppiatrice giapponese
- 1981 - Dylan Ryder, ex attrice pornografica statunitense
- 1981 - Diego Saccà, ex rugbista a 15 e allenatore di rugby a 15 italiano
- 1981 - Jaakko Tallus, ex combinatista nordico finlandese
- 1981 - Charles Tillman, ex giocatore di football americano statunitense
- 1981 - Miroslav Zelinka, arbitro di calcio ceco
- 1981 - Uedson Ney dos Santos, ex calciatore brasiliano
- 1982 - Antonella Albano, danzatrice italiana
- 1982 - Rubén Bascuñán, ex calciatore cileno
- 1982 - Anna Chapman, agente segreta russa
- 1982 - Adam Hann-Byrd, attore statunitense
- 1982 - Kazunori Iio, ex calciatore giapponese
- 1982 - Sandora Irvin, ex cestista statunitense
- 1982 - Joaquín Izuibejeres, ex cestista uruguaiano
- 1982 - Malia Metella, ex nuotatrice francese
- 1982 - Petar Mijović, allenatore di pallacanestro montenegrino
- 1982 - Jia Perkins, ex cestista e allenatrice di pallacanestro statunitense
- 1982 - Edwin Retamoso, calciatore peruviano
- 1982 - Riikka Sarasoja, ex fondista finlandese
- 1982 - Tristan Valentin, ex ciclista su strada francese
- 1983 - Aziz Ansari, attore, sceneggiatore e comico statunitense
- 1983 - Mirco Bergamasco, rugbista a 15, rugbista a 13 e allenatore di rugby a 15 italiano
- 1983 - Emily Blunt, attrice britannica
- 1983 - Henning Bommel, ex pistard e ex ciclista su strada tedesco
- 1983 - Simon Eder, biatleta austriaco
- 1983 - Krasimir Gajdarski, pallavolista bulgaro
- 1983 - Jonathan Haagensen, attore e modello brasiliano
- 1983 - Frank Hansen, ex calciatore danese
- 1983 - He Yang, calciatore cinese
- 1983 - Bernd Hiemer, pilota motociclistico tedesco
- 1983 - Gastón Machín, ex calciatore argentino
- 1983 - Mido, allenatore di calcio e ex calciatore egiziano
- 1983 - Simona Molinari, cantante italiana
- 1983 - Moreno Aoas Vidal, ex calciatore brasiliano
- 1983 - Dijon Thompson, ex cestista statunitense
- 1983 - Murod Zukhurov, ex calciatore uzbeko
- 1983 - Sultan Abdulmajeed Alhabashi, pesista saudita
- 1984 - Goizeder Azúa, modella venezuelana
- 1984 - Brendan Clarke, pilota motociclistico australiano
- 1984 - Mamoutou Coulibaly, ex calciatore maliano
- 1984 - Aleksandr Daniševskij, ex calciatore russo
- 1984 - Albin Ebondo, ex calciatore francese
- 1984 - Franck Moussima, judoka camerunese
- 1984 - Raúl Fabiani, ex calciatore spagnolo
- 1984 - Pierpaolo Frattini, canottiere italiano
- 1984 - Jeong Yu-mi, attrice sudcoreana
- 1984 - Marina Keller, calciatrice svizzera
- 1984 - Cédric Makiadi, allenatore di calcio e ex calciatore congolese (Repubblica Democratica del Congo)
- 1984 - Maria Marotta, arbitro di calcio italiano
- 1984 - Steve Odom, ex giocatore di football americano statunitense
- 1984 - Juan René Serrano, arciere messicano
- 1984 - Hatthaporn Suwan, ex calciatore thailandese
- 1984 - Adrian Trunz, ex hockeista su ghiaccio svizzero
- 1984 - Olav Tuelo Johannesen, ex calciatore norvegese
- 1984 - Tyson Wahl, ex calciatore statunitense
- 1984 - Andre Ward, ex pugile statunitense
- 1985 - Ahmed Mubarak Al-Mahaijri, calciatore omanita
- 1985 - Yunus Çankaya, cestista turco
- 1985 - Marco Cardillo, cestista italiano
- 1985 - Francisco Carrazana, ex calciatore cubano
- 1985 - Issa Cissokho, ex calciatore francese
- 1985 - Ephraim Ellis, attore canadese
- 1985 - Felizarda Jorge, cestista angolana
- 1985 - Ekaterina Jurlova, biatleta russa
- 1985 - Samuel Kiprono Chelanga, mezzofondista e maratoneta keniota
- 1985 - Konstantin Kravčuk, tennista russo
- 1985 - Brandon Pettigrew, giocatore di football americano statunitense
- 1985 - Hendry Thomas, ex calciatore honduregno
- 1985 - Izabela Żebrowska, ex pallavolista polacca
- 1986 - Dajana Butulija, ex cestista e allenatrice di pallacanestro serba
- 1986 - Serhat Çetin, ex cestista turco
- 1986 - Matt D'Agostini, ex hockeista su ghiaccio canadese
- 1986 - Emerson da Conceição, ex calciatore brasiliano
- 1986 - Alessio Forgione, scrittore italiano
- 1986 - Rahel Frey, pilota automobilistica svizzera
- 1986 - Ronny Garbuschewski, ex calciatore tedesco
- 1986 - Skylar Grey, cantautrice e produttrice discografica statunitense
- 1986 - Eduard Hambardzumyan, pugile armeno
- 1986 - Kazuya Kamenashi, cantante, attore e ballerino giapponese
- 1986 - Julian Khazzouh, ex cestista australiano
- 1986 - Jerod Mayo, ex giocatore di football americano e allenatore di football americano statunitense
- 1986 - Javi Moyano, calciatore spagnolo
- 1986 - Sergeý Ostapenko, ex calciatore kazako
- 1986 - Jackeline Rentería, lottatrice colombiana
- 1986 - Magnum Rolle, ex cestista bahamense
- 1986 - Vera Sesina, ex ginnasta russa
- 1986 - Ola, cantante svedese
- 1986 - Magomed Tušaev, militare russo
- 1987 - Ab-Soul, rapper statunitense
- 1987 - Edmond Agius, calciatore maltese
- 1987 - Abdulla Al Bloushi, ex calciatore emiratino
- 1987 - Diego Braghieri, calciatore argentino
- 1987 - Yavuz Can, velocista turco
- 1987 - Vitalij Denisov, calciatore uzbeko
- 1987 - Malik Hairston, ex cestista statunitense
- 1987 - Olena Kryvyc'ka, schermitrice ucraina
- 1987 - Christophe Lambert, ex calciatore svizzero
- 1987 - Ucha Lobzhanidze, ex calciatore georgiano
- 1987 - Theophilus London, rapper statunitense
- 1987 - Michał Majewski, schermidore polacco
- 1987 - Sen'Derrick Marks, giocatore di football americano statunitense
- 1987 - Leandro Paulo Roberto Souza, calciatore brasiliano
- 1987 - Christina Staudinger, ex sciatrice alpina e ex sciatrice freestyle austriaca
- 1987 - Tsukasa Umesaki, ex calciatore giapponese
- 1987 - Xue Ming, ex pallavolista cinese
- 1987 - Wanderson de Sousa Carneiro, ex calciatore brasiliano
- 1988 - Anne-Sophie Barthet, ex sciatrice alpina francese
- 1988 - Jessica Breland, ex cestista statunitense
- 1988 - Alexis Elsener, cestista argentino
- 1988 - Tarik Elyounoussi, ex calciatore marocchino
- 1988 - Sopo FaKaua, calciatore samoano
- 1988 - Nicolás Gaitán, calciatore argentino
- 1988 - Liviu Ganea, calciatore rumeno
- 1988 - Gastón González, calciatore argentino
- 1988 - Bryant Inoa Piantini, cestista dominicano
- 1988 - Michał Kubiak, pallavolista polacco
- 1988 - Sava Lešić, cestista serbo
- 1988 - Byron Maxwell, ex giocatore di football americano statunitense
- 1988 - Tarek Momen, giocatore di squash egiziano
- 1988 - Gabriel Mvumvure, ex velocista zimbabwese
- 1988 - Jean Carlos Ortíz, pallavolista portoricano
- 1988 - Sérgio Semedo, calciatore portoghese
- 1988 - Matic Skube, allenatore di sci alpino e ex sciatore alpino sloveno
- 1988 - Hrvoje Spahija, calciatore croato
- 1988 - Dragan Stojkov, calciatore macedone
- 1988 - Asuna Tanaka, calciatrice giapponese
- 1988 - Michalīs Tsairelīs, cestista greco
- 1988 - Xandão, ex calciatore brasiliano
- 1989 - Ahmed Akaïchi, ex calciatore tunisino
- 1989 - Andrés Andrade, calciatore colombiano
- 1989 - Amara Baby, ex calciatore senegalese
- 1989 - Arianna Barbieri, nuotatrice italiana
- 1989 - Evan Bates, danzatore su ghiaccio statunitense
- 1989 - Fernando Boldrin, calciatore brasiliano
- 1989 - Chris Conte, giocatore di football americano statunitense
- 1989 - Aleksandr Denisov, ex calciatore russo
- 1989 - Armon Johnson, ex cestista statunitense
- 1989 - Rishaw Johnson, giocatore di football americano statunitense
- 1989 - Andrej Kozlov, ex calciatore russo
- 1989 - Courtney Lawes, rugbista a 15 britannico
- 1989 - Emma Lipman, calciatrice britannica
- 1989 - Nallappan Mohanraj, allenatore di calcio e ex calciatore indiano
- 1989 - Halyna Obleščuk, pesista ucraina
- 1989 - Filip Petrov, ex calciatore macedone
- 1989 - Jérémy Pied, ex calciatore francese
- 1989 - Ren Hang, calciatore cinese
- 1989 - Cillian Sheridan, calciatore irlandese
- 1989 - Dan Smith, giocatore di poker statunitense
- 1989 - Zhang Binbin, tiratrice a segno cinese
- 1989 - Jefinho, calciatore brasiliano
- 1990 - Lorenzo Baroni, pilota motociclistico italiano
- 1990 - Da'Quan Bowers, giocatore di football americano statunitense
- 1990 - Christian Copelin, attore statunitense
- 1990 - Kevin Dorsey, giocatore di football americano statunitense
- 1990 - Pedro Gallese, calciatore peruviano
- 1990 - Jéromine Géroudet, ex sciatrice alpina francese
- 1990 - Paddy John, ex calciatore liberiano
- 1990 - José Larduet, pugile cubano
- 1990 - Granit Lekaj, calciatore svizzero
- 1990 - Mario Mola, triatleta spagnolo
- 1990 - Ibrahim Mounkoro, calciatore maliano
- 1990 - Nguyễn Ngọc Trường Sơn, scacchista vietnamita
- 1990 - Alessio Nissolino, doppiatore italiano
- 1990 - Francesca Parlangeli, pallavolista italiana
- 1990 - Gastón Sauro, calciatore argentino
- 1990 - Marco Scandella, ex hockeista su ghiaccio canadese
- 1990 - Jan Tratnik, ciclista su strada sloveno
- 1991 - Nooh Al-Mousa, calciatore saudita
- 1991 - Inés Aldea, attrice e ballerina spagnola
- 1991 - Gerso Fernandes, calciatore guineense
- 1991 - Jakub Hora, calciatore ceco
- 1991 - Marwan Kabha, calciatore israeliano
- 1991 - Elisa Lancellotti, pallavolista italiana
- 1991 - Jean-David Legrand, calciatore francese
- 1991 - Fabrice Picault, calciatore statunitense
- 1991 - Matej Podlogar, ex calciatore sloveno
- 1991 - Patrycja Polak, pallavolista polacca
- 1991 - Kévin Rimane, calciatore francese
- 1991 - Macarena Rosset, cestista argentina
- 1991 - Yoshua St. Juste, giocatore di calcio a 5 olandese
- 1991 - Shamarko Thomas, giocatore di football americano statunitense
- 1991 - Kevin Tumba, cestista della Repubblica Democratica del Congo
- 1991 - Ovidijus Varanauskas, cestista lituano
- 1991 - Hrvoje Vučić, cestista croato
- 1992 - Nik'oloz Basilashvili, tennista georgiano
- 1992 - David Beljavskij, ginnasta russo
- 1992 - Casemiro, calciatore brasiliano
- 1992 - Şaziye Erdoğan, sollevatrice turca
- 1992 - Moustapha Fall, cestista francese
- 1992 - Jamison Gibson-Park, rugbista a 15 neozelandese
- 1992 - Daniel Kajzer, calciatore polacco
- 1992 - Samantha Mills, tuffatrice australiana
- 1992 - Kyriakos Papadopoulos, calciatore greco
- 1992 - Fabio Renz, ex sciatore alpino tedesco
- 1992 - Edmond Robinson, giocatore di football americano statunitense
- 1992 - Donald Scott, triplista statunitense
- 1992 - Brian Span, ex calciatore statunitense
- 1992 - Samara Weaving, attrice e modella australiana
- 1992 - Nemanja Đurišić, cestista montenegrino
- 1993 - Matheus Antunes Ribeiro, calciatore brasiliano
- 1993 - Nicolás Avellaneda, calciatore argentino
- 1993 - Diego Gurri, calciatore uruguaiano
- 1993 - Bawırjan Ïslamxan, calciatore kazako
- 1993 - Kasumi Ishikawa, tennistavolista giapponese
- 1993 - Uroš Kolaković, giocatore di football americano serbo
- 1993 - Tolu Latu, rugbista a 15 australiano
- 1993 - Raúl López Gómez, calciatore messicano
- 1993 - Lucas Maia, calciatore brasiliano
- 1993 - Silvia Mazzieri, attrice italiana
- 1993 - Jesús Mosquera, attore e ex calciatore spagnolo
- 1993 - Tim Parker, calciatore statunitense
- 1993 - Murtadha Raad, pugile iracheno
- 1993 - Diego Rico, calciatore spagnolo
- 1993 - Andrea Schiavone, calciatore italiano
- 1993 - Michela Sillari, rugbista a 15 italiana
- 1993 - Havana Solaun, calciatrice giamaicana
- 1993 - Jens Jurn Streutker, calciatore olandese
- 1993 - Lindon Victor, multiplista grenadino
- 1993 - Gustavo Villarruel, calciatore argentino
- 1993 - Zachery Ziemek, multiplista statunitense
- 1994 - Little Simz, rapper, cantante e attrice britannica
- 1994 - Ovidiu Bic, calciatore rumeno
- 1994 - Francesco Candussi, cestista italiano
- 1994 - Sabina Ddumba, cantautrice svedese
- 1994 - Dakota Fanning, attrice e modella statunitense
- 1994 - Marta Gałuszewska, cantante polacca
- 1994 - Stefan Kocev, calciatore macedone
- 1994 - Jaka Kolenc, calciatore sloveno
- 1994 - Brian Lozano, calciatore uruguaiano
- 1994 - Bruce Musakanya, calciatore zambiano
- 1994 - Rafa Navarro, calciatore spagnolo
- 1994 - Hélder Nunes, hockeista su pista portoghese
- 1994 - Cameron Palatas, attore statunitense
- 1994 - James Paxton, attore statunitense
- 1994 - Lucas Pouille, tennista francese
- 1994 - Vincent Valentine, giocatore di football americano statunitense
- 1994 - Nevjana Vladinova, ginnasta bulgara
- 1994 - Pirapat Watthanasetsiri, attore televisivo thailandese
- 1995 - Abrahan Alfonso, pallavolista cubano
- 1995 - Valarie Allman, discobola statunitense
- 1995 - Cristián Arano, calciatore boliviano
- 1995 - Doris Bačić, calciatrice croata
- 1995 - Paula Beer, attrice tedesca
- 1995 - Ramsleii Boelijn, calciatore olandese
- 1995 - Saša Jokić, giocatore di football americano serbo
- 1995 - Syro, cantante portoghese
- 1995 - Zión Moreno, modella e attrice statunitense
- 1995 - Hijiri Onaga, calciatore giapponese
- 1995 - Andrew Wiggins, cestista canadese
- 1996 - Niccolò Antonelli, pilota motociclistico italiano
- 1996 - Nicolás Bazzana, calciatore argentino
- 1996 - Lucio Compagnucci, calciatore argentino
- 1996 - Eduards Emsis, calciatore lettone
- 1996 - Jon Gallagher, calciatore irlandese
- 1996 - Louis Hattingh, canoista sudafricano
- 1996 - Chris Herndon, giocatore di football americano statunitense
- 1996 - Nicolas Hunziker, ex calciatore svizzero
- 1996 - Marko Jevremović, calciatore serbo
- 1996 - Martin Košťál, calciatore slovacco
- 1996 - Amir Mochammad, calciatore russo
- 1996 - Shūsuke Ōta, calciatore giapponese
- 1996 - William Robeyns, cestista belga
- 1996 - Julien Romain, calciatore francese
- 1996 - D'Angelo Russell, cestista statunitense
- 1996 - Moustapha Seck, calciatore senegalese
- 1996 - Marvin Spielmann, calciatore svizzero
- 1996 - CMAT, cantante irlandese
- 1997 - Érick Aguirre, calciatore messicano
- 1997 - Ilias Alhaft, calciatore olandese
- 1997 - Luke Amos, calciatore inglese
- 1997 - Pieter Bos, ex calciatore olandese
- 1997 - Chen Wen-huei, sollevatrice taiwanese
- 1997 - Ruslan Adriano Cristofori, tuffatore ucraino
- 1997 - Ariyat Dibow Ubang, altista etiope
- 1997 - Benjamin Henrichs, calciatore tedesco
- 1997 - Helena Jaumà, nuotatrice artistica spagnola
- 1997 - Gautier Larsonneur, calciatore francese
- 1997 - Oscar Linnér, calciatore svedese
- 1997 - Daylon Mack, giocatore di football americano statunitense
- 1997 - Jamal Murray, cestista canadese
- 1997 - José Luis Muñoz León, calciatore spagnolo
- 1997 - Finn Porath, calciatore tedesco
- 1997 - Roberto Russo, pallavolista italiano
- 1997 - Márcio Rosa, calciatore capoverdiano
- 1997 - Laura Süßemilch, pistard e ciclista su strada tedesca
- 1998 - Hubert Adamczyk, calciatore polacco
- 1998 - Nenad Dimitrijević, cestista macedone
- 1998 - Gonzalo Gómez, calciatore argentino
- 1998 - Karoline Haugland, calciatrice norvegese
- 1998 - James Justin, calciatore inglese
- 1998 - Juan Camilo Mesa, calciatore colombiano
- 1998 - Nemania Milogevits, calciatore greco
- 1998 - Kira Marie Peter-Hansen, politica danese
- 1998 - Rhamondre Stevenson, giocatore di football americano statunitense
- 1998 - Darko Talić, cestista bosniaco
- 1998 - Xiao Yanning, sincronetta cinese
- 1998 - Nuno Namora, calciatore portoghese
- 1999 - Lucas Arzamendia, calciatore argentino
- 1999 - Dušan Bakić, calciatore montenegrino
- 1999 - Kristina Beroš, taekwondoka croata
- 1999 - Enis Çokaj, calciatore albanese
- 1999 - Nia Dennis, ginnasta statunitense
- 1999 - Roman Evgen'ev, calciatore russo
- 1999 - Melanie Kuenrath, calciatrice italiana
- 1999 - Beatrice Merlo, calciatrice italiana
- 1999 - Camilo, calciatore brasiliano
- 1999 - Emily Shearman, pistard neozelandese
- 1999 - Luiz Soares, calciatore brasiliano
- 2000 - Femke Bol, ostacolista e velocista olandese
- 2000 - Khristian Boyd, giocatore di football americano statunitense
- 2000 - Jasmine Dickey, cestista statunitense
- 2000 - Andrea Ghion, calciatore italiano
- 2000 - Miriam Longo, calciatrice italiana
- 2000 - María Fernanda López, pallavolista portoricana
- 2000 - Justinas Marazas, ex calciatore lituano
- 2000 - Bartosz Mrozek, calciatore polacco
- 2000 - Abubeker Nasir, calciatore etiope
- 2000 - Juan José Perea, calciatore colombiano
- 2000 - Ismael Tejería, calciatore uruguaiano
- 2000 - Michael Wilson, giocatore di football americano statunitense

## XXI secolo(46)
- 2001 - Jill Baijings, calciatrice olandese
- 2001 - Toral Bayramov, calciatore azero
- 2001 - Anthony Belton, giocatore di football americano statunitense
- 2001 - Lilla Crawford, attrice e cantante statunitense
- 2001 - Jordan Díaz, triplista cubano
- 2001 - Tsige Duguma, mezzofondista etiope
- 2001 - Raúl García Pierna, ciclista su strada e pistard spagnolo
- 2001 - Ross Graham, calciatore scozzese
- 2001 - Enrico Hernández, calciatore olandese
- 2001 - Alberto Herrera, calciatore messicano
- 2001 - Rinky Hijikata, tennista australiano
- 2001 - Pelle Larsson, cestista svedese
- 2001 - Marcos Vinicios, calciatore brasiliano
- 2001 - Brooklyn Moors, ginnasta canadese
- 2001 - Sergio Ortíz, calciatore argentino
- 2001 - Nicolas Raskin, calciatore belga
- 2001 - Fernando Román, calciatore paraguaiano
- 2001 - Emmi Siren, calciatrice finlandese
- 2001 - Dušan Tanasković, cestista serbo
- 2002 - André Luiz Inácio da Silva, calciatore brasiliano
- 2002 - Emilia Jones, attrice britannica
- 2002 - Kyle Lee, nuotatore australiano
- 2002 - Leonardo Marin, rugbista a 15 italiano
- 2002 - Stanislav Šopov, calciatore bulgaro
- 2003 - Leonie Bartholomeus, sciatrice alpina tedesca
- 2003 - Joseph Blackmore, ciclista su strada, ciclocrossista e mountain biker britannico
- 2003 - Omer Senior, calciatore israeliano
- 2003 - Ilay Madmon, calciatore israeliano
- 2003 - Nikola Petković, calciatore serbo
- 2003 - Edoardo Saracco, sciatore alpino italiano
- 2003 - Giorgia Villa, ginnasta italiana
- 2003 - Chrīstos Zafeirīs, calciatore greco
- 2004 - Leon Avdullahu, calciatore svizzero
- 2004 - Donovan Clingan, cestista statunitense
- 2004 - Bianca Fernandez, tennista canadese
- 2004 - Tommy Janton, nuotatore statunitense
- 2004 - Maciej Kikolski, calciatore polacco
- 2004 - Nikola Đurišić, cestista serbo
- 2004 - Radovan Štec, pistard e ciclista su strada ceco
- 2005 - Oluwaseun Adewumi, calciatore austriaco
- 2005 - Félix Bossuet, attore francese
- 2005 - Carlo Tamburini, pilota automobilistico italiano
- 2005 - Yassir Zabiri, calciatore marocchino
- 2006 - Enes Sali, calciatore canadese
- 2008 - Honest Ahanor, calciatore italiano
- 2012 - Estelle di Svezia, principessa svedese